# Eriochrysis filiformis
Eriochrysis filiformis är en gräsart som först beskrevs av Eduard Hackel, och fick sitt nu gällande namn av Tarciso S. Filgueiras. Eriochrysis filiformis ingår i släktet Eriochrysis och familjen gräs. Inga underarter finns listade i Catalogue of Life.